# Пімліко (станція метро)
51°29′21″ пн. ш. 0°08′01″ зх. д. / 51.489166666667° пн. ш. 0.13361111111111° зх. д.
Пімліко (англ. Pimlico) — станція Лондонського метрополітену лінії Вікторія, розташована у районі Пімліко у 1-й тарифній зоні. В 2017 році пасажирообіг станції — 10.97 млн осіб

## Історія
- 23 липня 1971: відкриття лінії
- 14 вересня 1972: відкриття станції

## Пересадки
- на автобуси London Buses маршрутів 2, 24, 36, 185, 360, C10 та нічний маршрут N2